# Нова (притока Чепци)
Но́ва (рос. Новая) — річка в Росії, протікає територією Кіровської області (Фальонський район), права притока Чепци.
Річка починається за 6 км на північний захід від колишнього села Знаменка, біля кордону із Зуєвським районом. Спочатку річка тече на південний захід, потім плавно повертає на південний схід. В нижній течії спостерігається значне меандрування і русло неодноразово змінює свій напрямок. Впадає до Чепци навпроти села Тютрюм. Приймає декілька дрібних приток, найбільші з яких ліві Новий (струмок) та Боровка. Окрім нижньої течії, річка протікає через лісові масиви.
Над річкою не розташовано населених пунктів, в середній течії збудовано автомобільний міст.